# Augustinus Jun’ichi Nomura

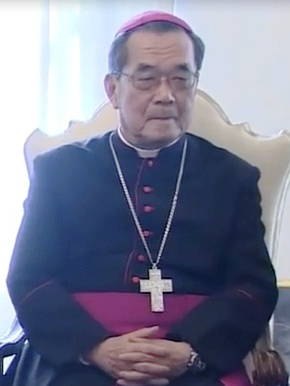
Augustinus Jun’ichi Nomura, 2015

Augustinus Jun’ichi Nomura (jap. アウグスチノ 野村 純一, Augusuchino Nomura Jun’ichi; * 20. November 1937 in Kōchi, Präfektur Kōchi) ist ein japanischer römisch-katholischer Geistlicher und emeritierter Bischof von Nagoya.

## Leben
Augustinus Jun’ichi Nomura empfing am 19. Dezember 1964 die Priesterweihe.
Papst Johannes Paul II. ernannte ihn am 5. April 1993 zum Bischof von Nagoya. Der Erzbischof von Nagasaki, Francis Xavier Kaname Shimamoto IdP, spendete ihn am 4. Juli desselben Jahres die Bischofsweihe; Mitkonsekratoren waren Paul Hisao Yasuda, Erzbischof von Ōsaka, und Aloysius Nobuo Sōma, Altbischof von Nagoya.
Am 29. März 2015 nahm Papst Franziskus sein altersbedingtes Rücktrittsgesuch an.